# Берлингтон (Масачусетс)
Берлингтон (енгл. Burlington) насељено је место без административног статуса у америчкој савезној држави Масачусетс.

## Демографија
По попису из 2010. године број становника је 24.498, што је 1.622 (7,1%) становника више него 2000. године.
| Група             | 2000.          | 2010.          |
| Белци             | 19.626 (85,8%) | 19.392 (79,2%) |
| Афроамериканци    | 312 (1,4%)     | 801 (3,3%)     |
| Азијати           | 2.436 (10,6%)  | 3.271 (13,4%)  |
| Хиспаноамериканци | 296 (1,3%)     | 578 (2,4%)     |
| Укупно            | 22.876         | 24.498         |